# Platinotypie

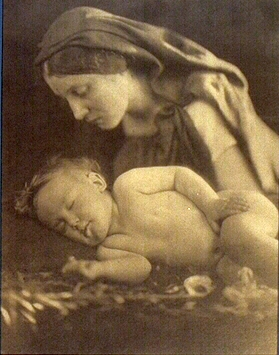
Platinotisk britské fotografky Margaret Cameronové

Platinotypie, platinotisk nebo platinový proces je fotografický proces, který vynalezl John Herschel a později rozvinul William Willis. Ten jej zdokonalil v roce 1873 a o pět let později jej patentoval. Proces je založen na citlivosti platinových solí na osvětlení. Na papír se nanese vrstva platiny zkombinované se solemi železa, která se exponuje a vyvolá. Jedná se o nejtrvanlivější fotografickou techniku, odstín obrazu je neutrální až šedočerný, bohatý na detaily a šedou škálu s výbornou kresbou ve stínech. Syté tóny jsou však bez absolutní černé. Obrázek není v koloidní vrstvě, ale přímo v papírových vláknech. Tato metoda se používá především v náročné portrétní fotografii, ale kvůli vysoké ceně platiny se téměř nerozšířila.

## Historie
První člověk, který poprvé pozoroval působení paprsků světla na platinu byl Ferdinand Gehlen z Německa v roce 1830. V následujícím roce jeho krajan Johann Wolfgang Dobereiner zjistil, že vliv světla na platinu je poměrně slabý, ale že ještě musí existovat látka, která by v kombinaci s platinou citlivost ještě zvýšila. Experimentováním nakonec zjistil, že tou chybějící ingrediencí je šťavelan železitý. Kombinace těchto dvou kovů je základem platinotypie dodnes.
V roce 1832 Angličané John Herschel a Robert Hunt prováděli současně vlastní pokusy a zpřesnili chemický proces s platinou. V roce 1844 Hunt ve své knize Researches on Light zaznamenal první známý popis využití platiny ve fotografickém tisku. Nicméně, i když se vyzkoušel několik různých kombinací látek s platinou, nikdy se mu nepodařilo při výrobě odstranit náhodné neurčitosti v obraze. Navíc všechny jeho printy zmizely po několika měsících.
Platinotypii dávali přednost ve své tvorbě piktorialisté v období 1880–1914. Dalšímu rozšíření bránil růst cen platiny po první světové válce, používala se totiž v platinových katalyzátorech pro výrobu výbušnin a měla nepřímý vliv na omezení fotografického využití tohoto prvku přibližně v roce 1917.
Od roku 1970 zažívá platinotypie znovuoživení u mnoha fotografů, včetně Irvinga Penna a Roberta Mapplethorpa.

## Technický postup

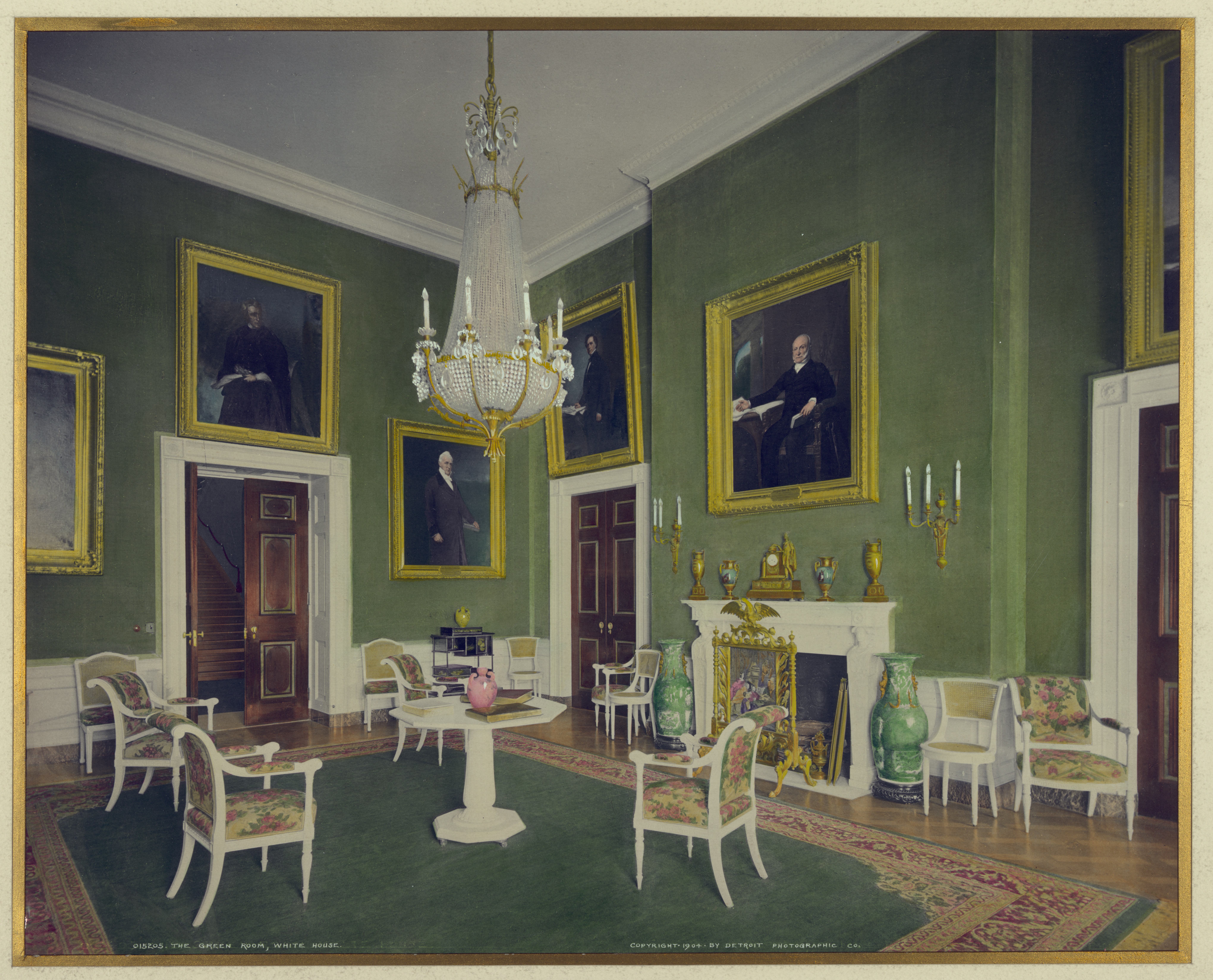
Zelený pokoj v Bílém domě, 1904, ručně kolorovaný platinotisk, Detroit Photographic Company

Na papír se nanese vrstva platiny zkombinované se solemi železa, která se exponuje a vyvolá.Tónováním okyselenými roztoky chloroplatičitanu sodného se dosahovalo hnědých až modročerných tónů, k dosažení sépiového tónu se ještě přidával chlorid rtuťnatý. Po roce 1900 se také průmyslově vyráběly platinotypické samotónující papíry, které obsahovaly tónovací sůl již přímo v citlivé vrstvě. Jako citlivé látky se používal šťavelan železitý, redukující se světlem na šťavelan železnatý. Touto solí se pak na osvětlených místech z tónovací substance vyredukovala kovová platina. Tónování platinou se vedle uměleckého účinku a trvanlivosti používalo k odstranění nežádoucích žlutohnědých tónů chlorostříbrných přímokopírujících papírů. Platinotisky se také kolorovaly ručně.

## Zastoupení v českých sbírkách
Platinotypie patrně jako první v českých zemích inzeroval Jan Nepomuk Langhans. Ve sbírkách budou patrně roztroušeny pouze jednotlivé kusy.

## Fotografové
Toto je seznam nejznámějších fotografů, kteří platinotisk používali:
- Manuel Álvarez Bravo
- Alvin Langdon Coburn
- Julia Margaret Cameronová
- Imogen Cunningham
- Frederick Henry Evans
- Edward S. Curtis
- Laura Gilpin
- Frederick Hollyer
- Gertrude Käsebierová
- Irving Penn
- Edward Steichen
- Alfred Stieglitz
- Paul Strand
- Edward Weston
- Clarence Hudson White
- Robert Vano[8]